# Orthrus
Orthrus Simon, 1900 è un genere di ragni appartenente alla famiglia Salticidae.

## Distribuzione
Delle quattro specie note di questo genere, tre sono diffuse nelle Filippine; l'altra, O. muluensis, nel Borneo.

## Tassonomia
A maggio 2010, si compone di quattro specie:
- Orthrus bicolor Simon, 1900[2] — Filippine
- Orthrus calilungae Barrion, 1998 — Filippine
- Orthrus muluensis Wanless, 1980 — Borneo
- Orthrus palawanensis Wanless, 1980 — Filippine